# طورلاها
طورلاها (به عربی: طورلاها) یک روستا در سوریه است که در ناحیه قورقینا واقع شده‌است. طورلاها ۱۷۷ نفر جمعیت دارد.